# Capital scientifique
Le capital scientifique  est un cadre conceptuel qui permet de comprendre les caractéristiques sociologiques de l’acquisition, de la production ou de la diffusion des savoirs scientifiques.

## Une approche bourdieusienne
Le concept s'inspire des travaux du sociologue français Pierre Bourdieu, en particulier de ses études portant sur la reproduction des inégalités sociétales. Bourdieu a inventé la notion de capital : les ressources sociales, culturelles et symboliques que les individus possèdent et qui leur permettent d’avancer dans la vie. Le capital scientifique est une forme de capital qui combine toutes les ressources sociales et culturelles, définies par Bourdieu, liées à la science. Il comprend toutes les expériences qui affectent l’identité scientifique d’un individu et sa participation à des activités liées à la science.
Il est utile de considérer le concept de capital scientifique comme un cartable qui contient toutes les connaissances, les attitudes, les expériences et les ressources scientifiques que l’on acquiert durant la vie. Ceci comprend ce que l’on sait en science, comment on y pense (les attitudes envers la science), notre entourage et qui on connait, ainsi que l’engagement quotidien en science et en culture scientifique.